# OVAL SISTEM
OVAL SISTEM（オーバル・システム）は、2025年4月12日にデビューした小室哲哉プロデュースによる日本の3人組ガールズ音楽ユニット。

## 概要
2025年、「4月12日に始まる令和の〇〇ファミリー」というアカウント名でSNS発信を開始し、4月12日に小室哲哉プロデュースの新ユニットとしてリリースした「SNSって」でデビュー。同日「Fanicon」にて公式ファンコミュニティ「OVALSISTEMとorbitたち」をオープンした。
4月19日から20日に大分県で開催されたライブフェス「ジゴロック2025 ～大分”地獄極楽”ROCK」にてステージデビュー。

## メンバー
| 名前      | 担当               | 生年月日              | 出身地         |
| --------- | ------------------ | --------------------- | -------------- |
| 住田愛子  | ボーカル           | 2007年9月21日（17歳） | 山口県岩国市   |
| mochiluca | ラップ・キーボード | 1996年7月15日（29歳） | 神奈川県横浜市 |
| iBerry    | ギター             | 非公表                | 非公表         |

住田愛子はアクターズスクール広島出身、韓国の音楽番組「韓日歌王戦」に出演し再生回数1700万回を越えるなど日韓両方で注目されている。
mochilucaは望月琉叶（もちづき るか）名義で演歌歌手としても活動中で2021年の日本レコード大賞では新人賞を獲得、ピアノ演奏でフジテレビ系「芸能界特技王決定戦 TEPPEN」に出演。小室哲哉がマルハンに提供した楽曲「夜明け前」ではボーカルを担当。
iBerryは2022年にSNSに投稿したTM NETWORK 「BE TOGETHER」の演奏動画をきっかけにTM NETWORK等のレコーディングに参加するなど、演奏技術が高く評価されている。

## ディスコグラフィ

### シングル
|     | 公開日        | タイトル   | 規格     | 動画       |
| --- | ------------- | ---------- | -------- | ---------- |
| 1st | 2025年4月12日 | SNSって    | 音楽配信 | [ 動画 1 ] |
| 2nd | 2025年6月18日 | On The Run | 音楽配信 | [ 動画 2 ] |

### カバー
| 公開日        | タイトル           | 規格            | 動画       | カバー元                       |
| ------------- | ------------------ | --------------- | ---------- | ------------------------------ |
| 2025年6月16日 | RUNNING TO HORIZON | YouTube動画配信 | [ 動画 3 ] | 小室哲哉「RUNNING TO HORIZON」 |

## ライブ・コンサートツアー
ここでは単独ライブのみを記載している。

### 動画
1. ↑  OVAL SISTEM『「SNSって」MV』2025年4月12日。2025年7月8日閲覧。
2. ↑  OVAL SISTEM『「On The Run」MV』2025年6月18日。2025年7月8日閲覧。
3. ↑  OVAL SISTEM『RUNNING TO HORIZON / covered by OVAL SISTEM』2025年6月16日。2025年7月8日閲覧。